# Gardenzitty
Gardenzitty byl kdysi známý pražský soundsystém hrající především jungle a drum'n'bass. Během svého působení se stal jedním z nejoblíbenějších jungle soundsystémů na české scéně. Jeho hudba se vyznačovala směsí různých hudebních stylů od reggae dancehallu přes old school hardcore/jungle až po drum'n'bass v kombinaci s mnohými dalšími. Sety GardenZitty DJs byly příznačné různorodostí použitých prvků, kombinujících staré hudební postupy (jako např. reggae nebo bhangra) s novými.

## Členové

### DJ's
- Errphorz
- Shin
- F99
- Mara
- Alert
- Technical

### MC's
- Dr. Kary
- Nu C
- Sa-seen